# Cryphia tatsienluica
Cryphia tatsienluica là một loài bướm đêm trong họ Noctuidae.